# Deutscher Krug (Chemnitz)
Der Deutsche Krug  in Chemnitz, Lohgasse 3, spätestens ab 1906 Lohstraße 3, war im späten 19. und frühen 20. Jahrhundert ein ausdrücklich antisemitisch ausgerichtetes Restaurant, in dem auch Bildpostkarten mit Juden-Karikaturen herausgegeben und verkauft wurden.

## Geschichte
Inhaber des Deutschen Krugs war der als bieder angesehene Chemnitzer Wirt Emil Krug. In seiner Restauration gründeten Alte Herren vom Weinheimer Senioren-Convent am 28. Oktober 1893 eine monatlich abzuhaltende Kneipe nebst weiteren Zusammenkünften jeweils sonnabends.

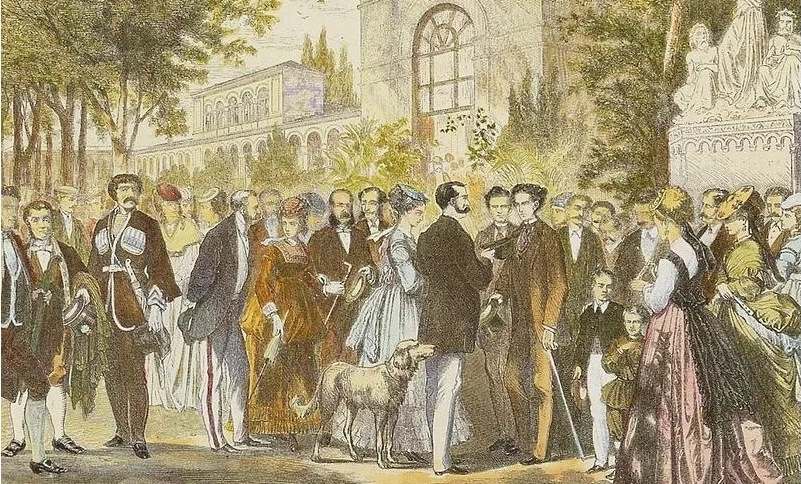
Elegante Darstellung der Louis-Stern-Affäre 1895 im Kursaal von Bad Kissingen in einer Illustrierten;
kolorierter Holzstich (Ausschnitt)

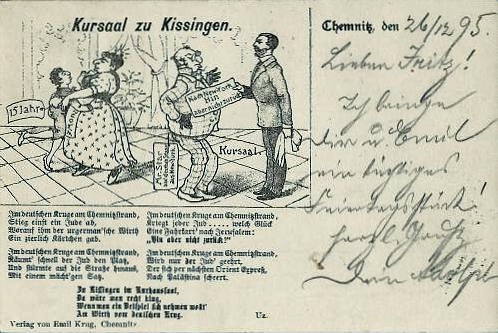
Antisemitische Postkarte „Kursaal zu Kissingen“ aus dem Verlag von Emil Krug; 1895 datiert

Spätestens 1895 wurden in dem antisemitischen Restaurant auch Schmähkarten mit entsprechenden Versen und Karikaturen verkauft. Die von Emil Krug selbst gezeichneten Illustrationen griffen – einen damaligen Zeitgeist bedienend – auch aktuelle Ereignisse auf. So kommentierte beispielsweise eine im Eigenverlag um 1895 herausgegebene und „Kursaal zu Kissingen“ betitelte Postkarte, die die Affäre um die aus New York angereiste Familie von Louis Stern aufgriff:
„Schade, daß es in Kissingen keinen Krugwirth giebt, er hätte den Stern sicher ebenso promt an Ort und Stelle spedirt, wie s. Zt. den Ramscher aus New York.“

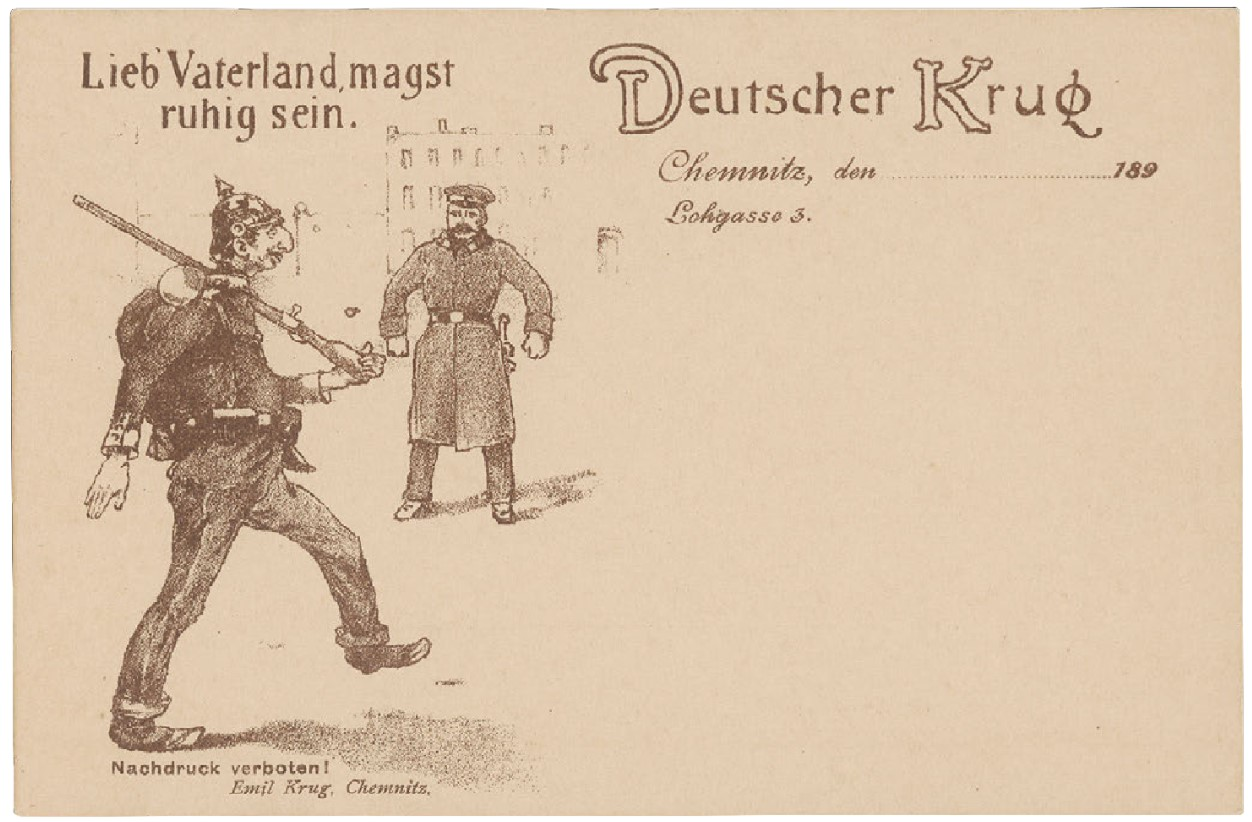
1890er Jahre: „Lieb' Vaterland, magst ruhig sein“, ungepflegter Jude unter Pickelhaube;
Begleitmaterialien für Lehrerinnen und Lehrer von 2016 zur Ausstellung „Abgestempelt. Judenfeindliche Postkarten“; Bundeszentrale für politische Bildung

In der Beilage der anfangs von dem völkisch-antisemitischen Publizisten, Verleger und Politiker Theodor Fritsch, später von Max Liebermann von Sonnenberg herausgegebenen Deutsch-Sozialen Blätter schaltete Emil Krug regelmäßig Anzeigen für seine so bezeichnete „Antisemiten-Kneipe“, in der er – „hochachtungsvoll“ – neben den im Parterre und im ersten Stock servierten Bieren auch  „Speisen vorzügl. Flotte Bedienung“ bewarb.

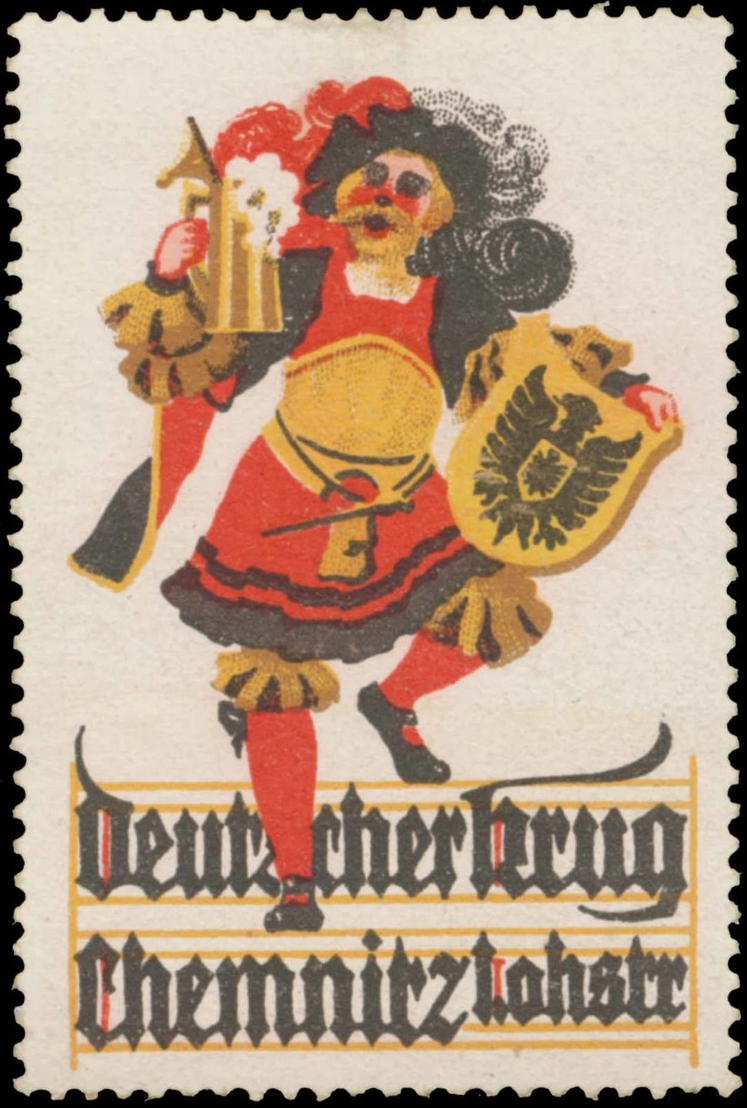
Historisch idealisierter Edelmann mit Bierkrug und Wappen;
Reklamemarke, um 1910

In der vom Jüdischen Museum Frankfurt 1999 veranstalteten Wanderausstellung „Abgestempelt. Judenfeindliche Postkarten“ auf der Grundlage der Sammlung von Wolfgang Haney sowie in den 2016 von der Bundeszentrale für politische Bildung herausgegebenen Begleitmaterialien für Lehrerinnen und Lehrer zur Ausstellung fand sich ein weiteres Produkt aus dem Hause des Chemnitzer Deutschen Kruges: Die auf die 1890er Jahre datierte Postkarte mit dem Titel
„Lieb' Vaterland, magst ruhig sein.“
karikiert einen mit Pickelhaube unbeholfen marschierenden und ungepflegt gekleideten Juden mit Hakennase, über dessen Anblick sich ein „korrekt deutsch“ gekleideter Beamter empört.

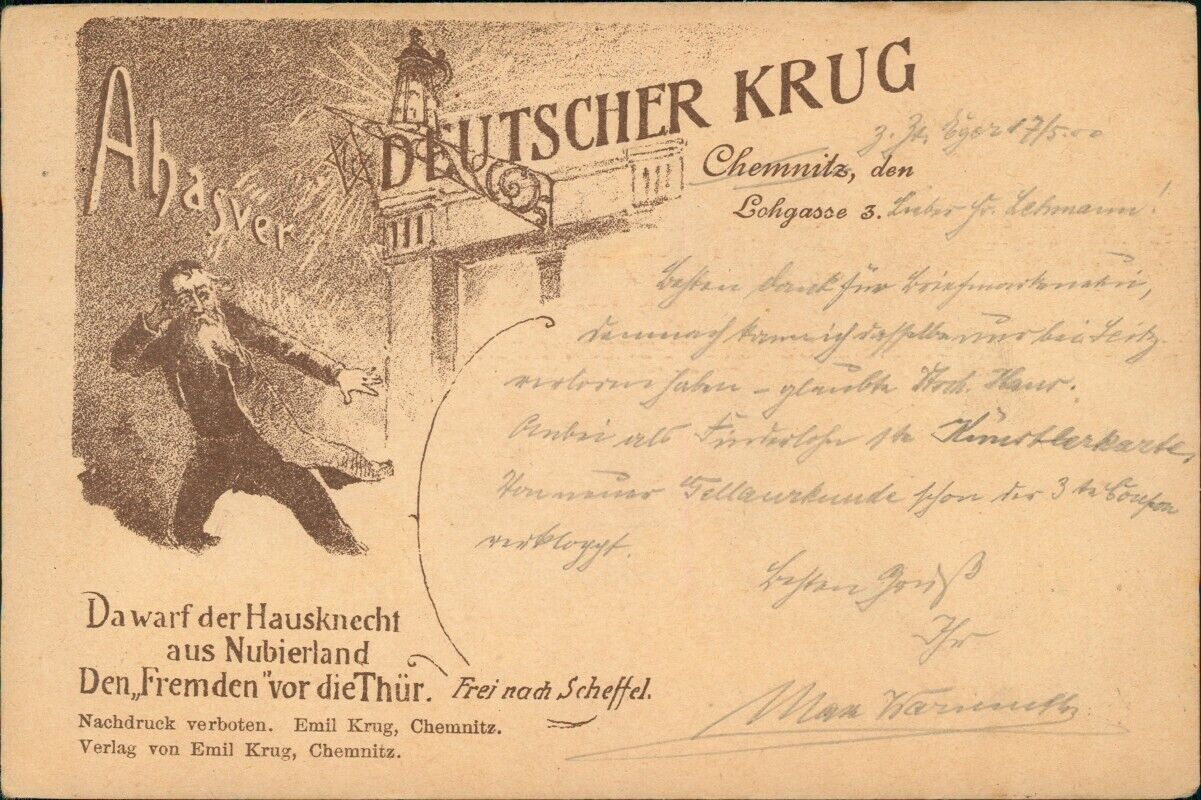
„Ahasver. Da warf der Hausknecht aus Nubierland Den ‚Fremden‘ vor die Thür...“, um 1900